# Leo Metzenbauer
Leopold Metzenbauer (né le 15 janvier 1910 à Vienne, mort le 10 avril 1993 à Klosterneuburg) est un chef décorateur autrichien.

## Biographie
Léopold Metzenbauer suit une formation pratique de ciselage et de sculpture sur métal. De 1936 à 1938, il travaille comme dessinateur textile puis comme designer indépendant dans l'industrie textile. À partir de 1943, il commence également des études de médecine et d'anatomie à l'Institut du professeur Edouard Pernkopf.
En 1949, Leo Metzenbauer est embauché comme architecte en chef de Wien-Film, mais ne crée des décors de cinéma qu'en 1953. Il conçoit ses décors les plus polyvalents pour des films axés sur la musique classique et l'Histoire.
Après avoir reçu à peine plus de commandes du film, Metzenbauer revient à ses racines. Il est embauché par l'Institut de pathologie de Vienne comme dessinateur médical et, à partir de 1965, a également travaillé comme dessinateur pour des ouvrages de référence médicaux.
Au début des années 1970, Metzenbauer revient au cinéma pour un court laps de temps et décore une série de petits films comiques et érotiques.
En 1981, l'artiste polyvalent est nommé professeur. Avec cet honneur, la ville de Vienne reconnaît son travail d’artiste indépendant, qui comprend des dessins poignants de victimes du national-socialisme présentés au MUSA. Un mémorial érigé par le professeur Metzenbauer pour les trois combattants de la résistance employés par Siemens-Schuckert (à Leopoldstadt), décapités pendant la dictature nationale-socialiste devant le tribunal de Vienne, disparaît à la suite de la démolition des usines.

## Filmographie
- 1953 : Die Regimentstochter (de)
- 1953 : Franz Schubert – Ein Leben in zwei Sätzen (de)
- 1954 : Schicksal am Lenkrad
- 1954 : Bel Ami
- 1955 : Gasparone
- 1956 : Fidelio
- 1956 : Nichts als Ärger mit der Liebe (de)
- 1956 : August der Halbstarke
- 1957 : Familie Schimek (de)
- 1958 : Man ist nur zweimal jung (de)
- 1958 : Congé de mariage (de)
- 1959 : Les Géants de la forêt
- 1959 : Immer die Mädchen (de)
- 1959 : Kein Mann zum Heiraten (de)
- 1960 : Don Carlos (de)
- 1960 : L'Héritage de Björndal
- 1960 : Sooo nicht, meine Herren! (de)
- 1960 : Gustav Adolfs Page (de)
- 1960 : Rêve de jeune fille
- 1961 : Ruf der Wildgänse (de)
- 1961 : Adorable Julia
- 1962 : Waldrausch
- 1963 : La Chevauchée vers Santa Cruz
- 1964 : Unsere tollen Tanten in der Südsee
- 1964 : Le Ranch de la vengeance
- 1964 : Jetzt dreht die Welt sich nur um dich (de)
- 1972 : Mensch ärgere dich nicht
- 1972 : Hauptsache Ferien (de)
- 1972 : Les Émotions particulières
- 1973 : Neuf à la file
- 1973 : Oktoberfest! Da kann man fest…